# Miniemenklooster (Leuven)

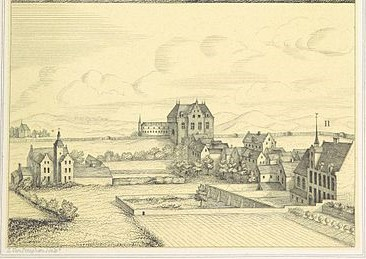
Rechts aangeduid met Romeins cijfer II: Miniemenklooster aan de Diestsestraat in Leuven. Midden achteraan: Diestsepoort

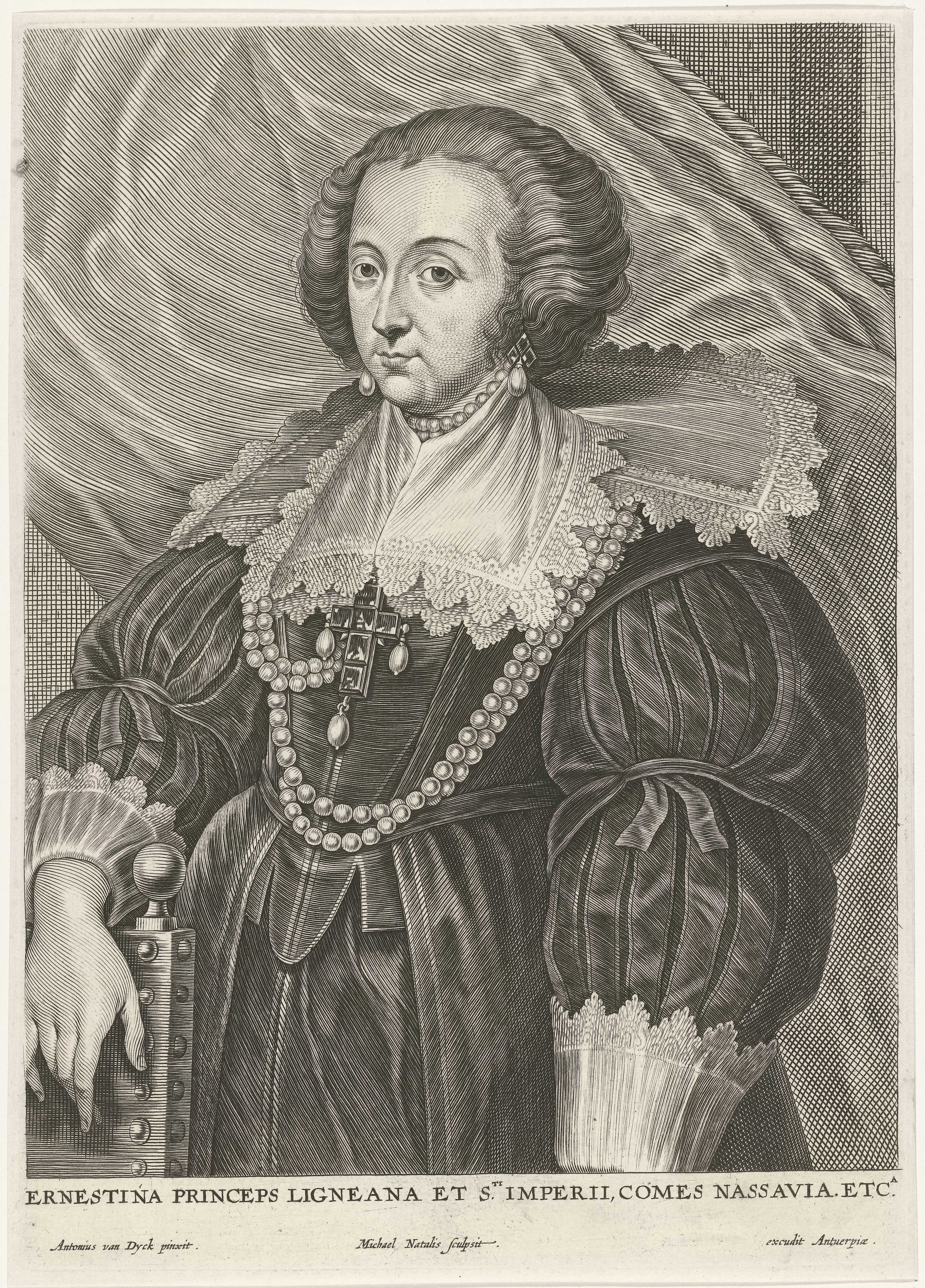
Ernestine Yolande van Ligne stichtte het miniemenklooster

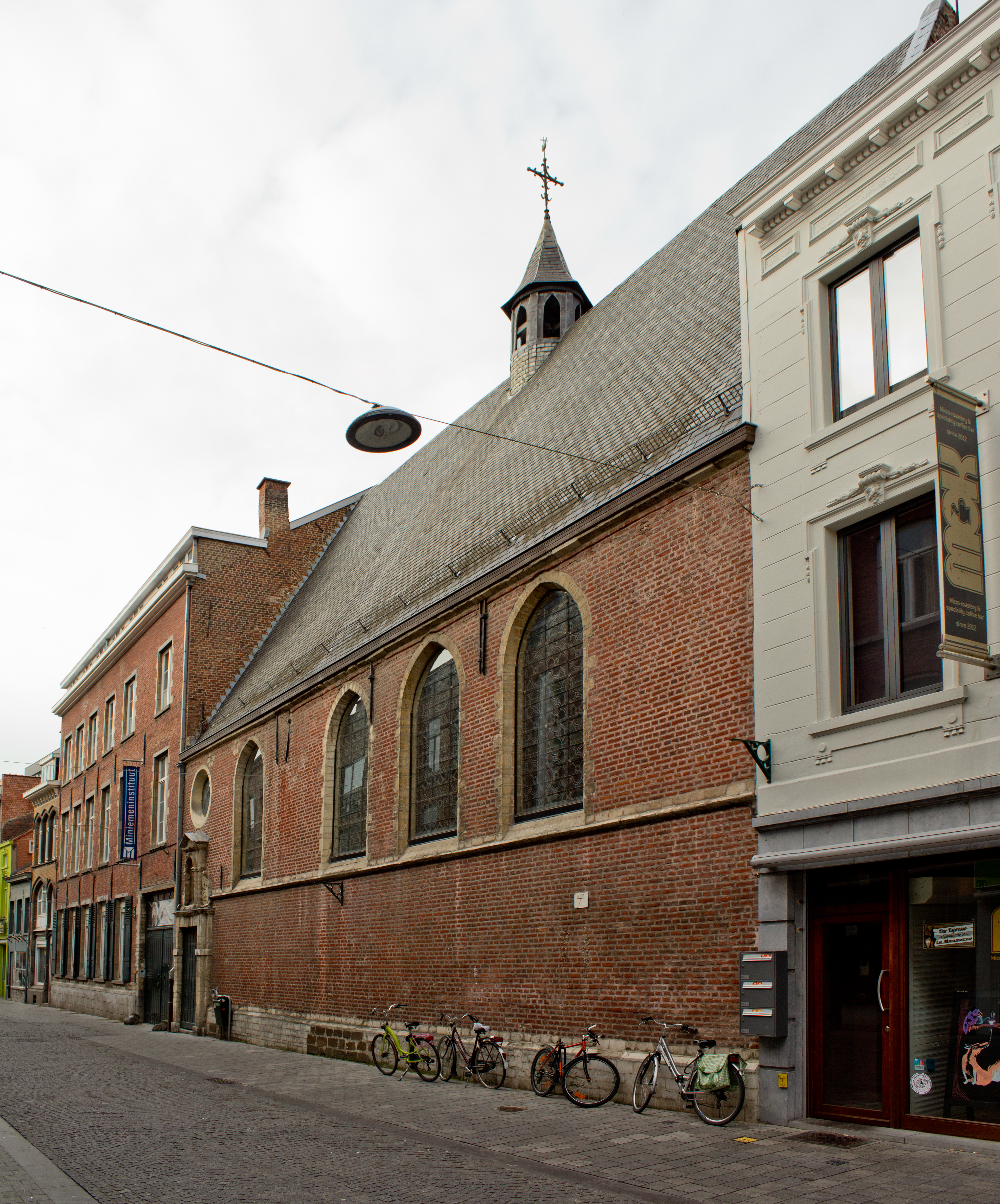
Kapel

Het Miniemenklooster is een voormalig convent der Orde der Miniemen in Leuven, in de Zuidelijke Nederlanden. Het stond in de Diestsestraat, destijds Oppendorpsestraete geheten. 
De miniemen woonden er van 1656 tot 1796. Tevoren stond er een gasthuis. Sinds de 19e eeuw is het Miniemeninstituut er gevestigd.

## Historiek

### Voor de periode der miniemen
In de 14e eeuw stond op deze plek het gasthuis Sinte Viven Gasthuyse; het gasthuis bezat de Sint-Genevièvekapel (14e eeuw). Het oudste document van het gasthuis dateert van 1357; mogelijks bestond het al langer. Eind 14e eeuw vergrootte het gasthuis van een huis naar vier huizen die bij elkaar stonden. In 1470 werd de Sint-Genevièvekapel herbouwd. Het is deze kapel die bewaard is gebleven aan de Diestsestraat. Het Sint-Genevièvegasthuis sloot de deuren in 1545 en de instelling verhuisde naar de Brusselsestraat. 
Van 1564 tot 1574 moest het gasthuis verplicht open gaan van de officiaal van het bisdom Luik – de stad Leuven behoorde tot het bisdom Luik - . Nadien bleef het ongebruikt.
In 1644 richtte Jacques Santvoort, doctor in de rechten, er een weeshuis in. Hij was deken van het kapittel van Sint-Jacob. 

### Miniemen
De orde der miniemen, een van de bedelorden in de Roomse Kerk, kende haar hoogtepunt in de 16e eeuw, vooral in Italië en Frankrijk. Niettemin werden er in de 17e eeuw nog nieuwe conventen gesticht. Dit was ook de wens van prinses Ernestine Yolande van Ligne, weduwe van graaf Jan VIII van Nassau-Siegen. Een jaar na zijn dood (1638) vroeg zij aan het stadsbestuur van Leuven om een miniemenconvent te stichten (1639). Het stadsbestuur verwees haar door naar het weeshuis van Jacques Santvoort. Deze laatste verkocht zijn pand, na onderhandelingen, voor drieduizend vierhonderd florijnen (1656). Sinds dan bestond het miniemenconvent. Het was een college voor hun priesterstudenten aan de universiteit van Leuven.
In de loop van de 17e eeuw braken de miniemen het weeshuis af en bouwden een kloosterpand. Tevens verfraaiden zij de kapel met barokke elementen, zowel aan de buitenzijde als binnen. De miniemen zetten de cultus van de heilige Genoveva verder; de relikwieën waren nog steeds in de kapel te vinden.
In 1699 werd in de kapel Johan Frans Desideratus van Nassau-Siegen, stadhouder van Limburg en Opper-Gelre, begraven. Dit was de wens van zijn derde echtgenote Isabella Clara du Puget de la Serre. Isabella was lid van de lekenorde der miniemen. Nadat Isabella stierf in 1714 verrees een praalgraf in zwart en wit marmer voor de echtgenoten. Het graf had twee medaillons waaruit bij elk een borstbeeld uitstak.
Keizer Jozef II van het Heilige Roomse Rijk sloot het miniemenconvent in 1787. Dit was het gevolg van zijn kerkenpolitiek, jozefinisme geheten, waarin hij nutteloze kloosters wilde afstoten. De miniemen zochten hun toevlucht in het miniemenklooster van Antwerpen.
Ze keerden terug naar Leuven in het jaar 1790.
Met de installatie van het Frans bestuur in de Zuidelijke Nederlanden sloot het miniemenklooster opnieuw en ditmaal was het definitief (1796). De uitdrijving gebeurde met geweld. Het convent, inbegrepen kloostertuin en kapel, werd geconfisqueerd en publiek verkocht (1799). Notaris Jean-Baptiste Desterdiu kocht het geheel om er te wonen. De kapel gebruikte de notaris niet.

### Na de periode der miniemen
In 1814 werd de kapel terug in gebruik genomen voor erediensten. 
Tijdens het Nederlands bestuur liet het stadsbestuur de twee borstbeelden wegkappen uit het mausoleum. Ze stuurden het als geschenk naar koning Willem I der Nederlanden (1816).
De pastoor van de parochie Onze-Lieve-Vrouw-ter-Koorts, Pierre Joseph Vermeulen, kocht het volledige complex in 1834. Samen met priester Martin Van Looy richtte de pastoor er een school op voor arme kinderen van Leuven. De school ging failliet in 1841.
In 1841 kocht de congregatie Dochters van Onze-Lieve-Vrouw het scholencomplex met kapel; zij bezaten reeds het Paridaensinstituut in Leuven.